# Lauren Wade
Lauren Wade (* 22. November 1993 in Coleraine) ist eine nordirische Fußballspielerin. Sie steht derzeit beim FC Reading unter Vertrag und spielte 2015 erstmals für die A-Nationalmannschaft.

## Karriere

### Vereine
Lauren Wade spielte zunächst für den Coleraine FC, ehe sie 2014 zum Glentoran FC wechselte. Von 2016 bis 2017 spielte sie dann für die Carson-Newman Eagles in den Vereinigten Staaten. Anschließend spielte sie für den schwedischen Verein Umeå IK. Später kam sie dann in der Scottish Women’s Premier League für den Glasgow City FC zum Einsatz, nachdem sie zwischenzeitlich in Island für Þróttur Reykjavík gespielt hatte. Ab 2021 spielte sie dann erneut für Glentoran, ehe am 5. August 2022 bekanntgegeben wurde, dass Wade vom FC Reading verpflichtet wurde.

### Nationalmannschaft
Wade kam am 23. November 2013 bei einem Spiel gegen die Polnische Fußballnationalmannschaft der Frauen erstmals für die nordirische Nationalmannschaft zum Einsatz. Sie spielte im Rahmen der Qualifikation zur Fußball-Weltmeisterschaft der Frauen 2019 für die Nationalmannschaft und kam auch bei der Fußball-Europameisterschaft der Frauen 2022 in allen drei Vorrundenspielen zum Einsatz.